# Halobacterium salinarum

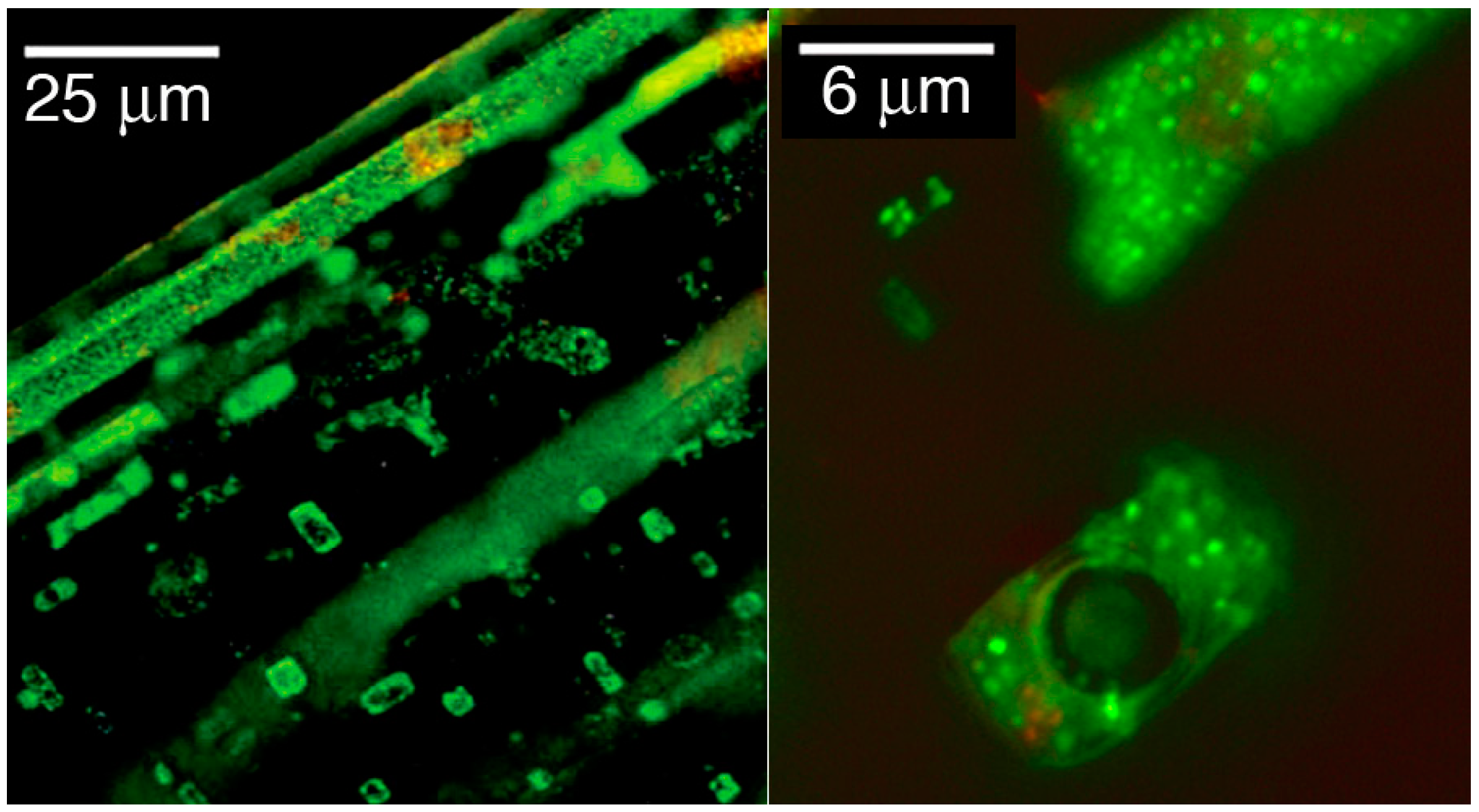
Lokalisierung vorgefärbter Zellen von H. salinarum NRC-1 in Flüssigkeitseinschlüssen in Halit (im Labor fabriziert)

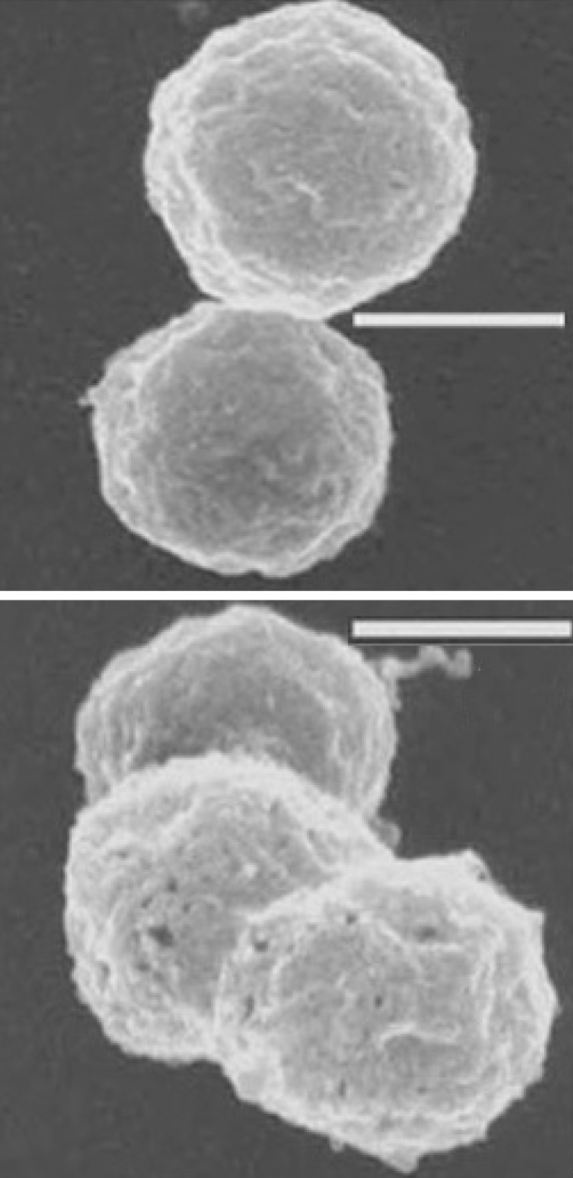
Halobacterium salinarum NRC-1, Kugelform

Halobacterium salinarum ist ein halophiles stäbchen-förmiges Archaeon, das zur Gattung Halobacterium gehört. Es wächst nur bei Kochsalzkonzentrationen von 20 % bis 30 % was der Sättigungskonzentration entspricht. Zuerst wurde es auf gesalzenem Klippfisch als Verunreinigung isoliert. Man findet es natürlicherweise in Salinen, die durch Carotinoide in den Zellen von H. salinarium charakteristisch rot gefärbt sind. Zellen von H. salinarium können sogar in Salzkristallen überdauern. Sinkt die Natriumchloridkonzentration unter 1 ᴍ (mol/ℓ), beginnen die auf hohe Salzkonzentrationen angepassten Proteine zu denaturieren. Lebendige Zellen sind beweglich. H. salinarium erzeugt bei Lichteinfall durch Bacteriorhodopsin ATP, das unter anderem für die Fortbewegung verwendet wird. Ein Schiffsschrauben-förmiges Archaellum sorgt für den Antrieb.
Die rosafarbenen Archaeen von H. salinarum nutzen die gleichen Mechanismen zur Erhaltung der Zellgröße wie Bakterien und Eukaryonten. Es wird daher vermutet, dass die Zellteilungsstrategie in allen drei Domänen des Lebens gleich ist.